# Benedetto Caliari
Benedetto Caliari, född 1538 i Verona, död 1598 i Venedig, var en italiensk konstnär.
Benedetto Caliari var bror till Paolo Veronese och arbetade under hela sin tid som aktiv konstnär i dennes verkstad. Efter Paolo Veroneses död blev han föreståndare för ateljén som han fortsatte under beteckningen "Eredi di Paulo", Paolo Veroneses efterträdare. Mycket få självständigt utförda och signerade verk av Benedetto Caliari är kända.